# Studio Noodweer
Studio Noodweer is een professionele tekenstudio, gevestigd te Nijmegen.  Tekenaars Tim Artz, Rob Derks, Jan Dirk Barreveld, René Leisink, Robby van der Meulen en Michiel van de Vijver maken deel uit van de studio.